# Hermann Mentil
Hermann Mentil (* 23. Mai 1940 in Mainburg bei Hofstetten-Grünau; † 16. August 2020 in Steyr) war ein österreichischer Politiker (FPÖ) und Kaufmann. Mentil war von 1994 bis 1999 Abgeordneter zum Österreichischen Nationalrat.

## Leben
Mentil besuchte von 1946 bis 1950 die Volksschule und danach bis 1954 die Hauptschule. Er erlernte zwischen 1954 und 1958 den Beruf des Elektrotechnikers und absolvierte danach eine Ausbildung zum Kaufmann am Wirtschaftsförderungsinstitut. Zwischen 1958 und 1960 leistete er seinen Präsenzdienst ab. Mentil arbeitete von 1958 bis 1965 als Elektrotechniker und Monteur und war ab 1965 als selbständiger Kaufmann tätig. Mentil war nach dem Ende seiner politischen Karriere als Unternehmer tätig. Seine finanzmarode Firma wurde von einem deutschen „Sanierer“ 2002 um erhebliches Betriebsvermögen betrogen, nachdem der Betrüger angekündigt hatte, den Konkurs von Mentils Firma abzuwenden. Der Betrüger wurde 2002 wegen zahlreicher Delikte angeklagt. Mentil war bereits 1999 mit seiner Firma in wirtschaftliche Schwierigkeiten geraten und musste noch in diesem Jahr Konkurs anmelden.
Mentil gehörte ab 1972 dem Gemeinderat von Rabenstein an der Pielach an und war geschäftsführendes Mitglied des Gemeinderates. Von 1972 bis 1998 übte er das Amt des Bezirksparteiobmanns der FPÖ Sankt Pölten Stadt aus und hatte zwischen 1982 und 1998 die Funktion des Landesparteiobmann-Stellvertreters der FPÖ Niederösterreich inne. Er wirkte ab 1985 in der Wirtschaftskammer Niederösterreich und war Ausschussmitglied in verschiedenen Gremien. Ab 1995 war er zudem Ausschussmitglied in der Wirtschaftskammer Österreich. Zwischen 1997 und 1989 hatte er die Funktion des Sektionsobmann-Stellvertreters der Wirtschaftskammer Niederösterreich inne. Mentil vertrat ab dem 7. November 1994 die FPÖ im Nationalrat, musste jedoch nach der Finanzaffäre um Peter Rosenstingl 1998 als Landesparteiobmann-Stellvertreter alle parteiinternen Funktionen zurücklegen. Nachdem Mentil sein Nationalratsmandat nicht zurücklegen wollte, wurde er aus der FPÖ ausgeschlossen. Er war ab 8. Oktober 1998 ohne Klubzugehörigkeit im Nationalrat und schied am 28. Oktober 1999 aus dem Parlament aus. 